# Barátok közt (13. évad)
A Barátok közt 13. évadát 2010. augusztus 23-tól 2011. július 15-ig vetítette az RTL Klub.

## Cselekmény
|  | Alább a cselekmény részletei következnek! |

### Berényi Miklós és a hozzá közel állók
Miklós elhatározza, hogy új életet kezd, és „elrabolja” Timikét, akinek azt hazudja, hogy nyaralni mennek. Szlovákiába utaznak Miklós régi szerelméhez, Stellához, aki azonban rábírja őket arra, hogy menjenek haza. Nóra halálra idegesíti magát, és emiatt átmenetileg Attilával is szakítanak. Mikor végre hazaérnek, nagyon megharagszik Miklósra, és el akarja tiltani Timikétől, ám sikerül kompromisszumot kötniük. Balázs viszont nem szeretné, hogy Nóráék életét tovább mérgezze Miklós, ezért felajánlja: ha békén hagyja őket, cserébe hajlandó szóba állni vele, és tényleg a fiaként viselkedni. A dolgok azonban később megváltoznak, amikor Stella Budapestre költözik és összejön Miklóssal. Balázs és Péter nagy bajba kerülnek, Miklós azonban megvédi őket, ráadásul Stella is rendesen viselkedik vele, így Balázs már nem egyezségből tölti velük az időt.
Attilának azonban gyanús lesz Stella viselkedése, ezért nyomozni kezd utána. Rájön, hogy a nőt egy férfi brutálisan megerőszakolta évekkel korábban, ő pedig bosszúból elütötte őt, és fél, hogy a törvény szigora rá is lecsaphat. Ezért összefog Miklóssal, hogy megkeressék az egykori erőszaktevőt. Az illetőt Cserépnek hívják, és egy jól menő modellügynöksége van. Sajnos megtudja a szándékaikat, és erőszakkal bírja őket jobb belátásra. Stella, miután rájön, hogy a titka kiderült, úgy dönt, hogy visszamenekül Szlovákiába. Miklós teljesen padlóra kerül a hírtől.
Attila kénytelen befogadni családját magához egy időre. Exfelesége azonban sok gondot okoz neki, amit Miklós nem habozik kihasználni a saját érdekében. Márta szemet vet Attilára, és minden eshetőséget megragad, hogy Nóra orra alá borsot törjön. Végül azonban lelepleződik és távoznia kell. Attila fia, Dominik, azonban rendszeres vendég marad a házban, miután összebarátkozik Bandikával. Mindeközben Miklós megpróbál jó apaként viselkedni, és kérelmezi a gyámhivatalnál, hogy hivatalosan is magához vehesse Balázst. A nevelés azonban nem megy zökkenőmentesen. Miklós némettanárnőt fogad Balázs mellé, akibe mindketten beleszeretnek, és ez apa és fia között súlyos töréshez vezet, melyet nem is nagyon sikerül helyrehozni. Balázs visszaköltözik Andrásékhoz, és közben észrevétlenül beleszeret Valter árván maradt lányába, Hannába. Miután egy bulit rendeznek a fiatalok egy bontás előtt álló épületben, Hanna elveszíti az apjától kapott óráját. Balázs lovagiasan utánamegy, hogy megkeresse, de az épületet épp felrobbantani készülnek, és csapdába esik odabent.

### Berényi András és a hozzá közel állók
Vanda továbbra is azt hazudja, hogy terhes, hogy így szabaduljon meg Beától. Nagy nehezen sikerül is neki, ám ekkorra már nem tud leállni: Juli is megtudja, aki pedig nem szeretné, hogy a lánya is elkövesse az ő régi hibáit. Szabi is teljesen lelkes lesz, és nem engedi, hogy elvetessék a gyereket. Vanda teljesen belebonyolódik saját hazugságába, amelyben Linda is benne van, bár neki nincs ínyére a dolog. Végül kitalálja, hogy elutaznak Münchenbe egy nyelviskolai látogatásra, ahol váratlanul "elvetél" majd. Valójában azonban Andrásék balatoni nyaralójába mennek, ahol viszont Claudia rájuk talál. Ő viszont ahelyett, hogy felfedné a titkot, segít Vandának a konspirációban. Viszont mindketten rettegnek attól, hogy Linda elmondja majd Péternek a dolgot, ezért egy ál-SMS segítségével szétválasztják őket. Péter azonban fondorlatosan kinyomozza, hogy ki is írta azt az üzenetet. Vanda, hogy biztosra menjen a hallgatás terén, folyton bocsánatkéréssel ostromolja Lindát, aki egy napon kiakad, és a ház udvarán mindenki füle hallatára kiteregeti a titkot.
Juli teljesen összeomlik, és megtagadja saját lányát, akinek Claudiához kell költöznie. Mindenki elutasítóan bánik vele, kivéve Balázst. Vanda bizalmába férkőzik és össze is jön vele, habár Miklós óva inti tőle. A problémát végül az oldja meg, hogy Vanda egy hosszabb időre a nagyapjához költözik, és megszakítja Balázzsal is a kapcsolatot.
Vanda nélkül szabad a pálya Péter számára, aki Balázzsal tökéletes párost alkot. Ők ketten, valamint Linda és Hanna minden idejüket együtt töltik. Váratlanul felbukkan azonban Linda régi barátnője, Bori, aki azonban gonosz szándékkal érkezik: szándékosan elcsábítja Pétert, hogy megtoroljon egy régi sérelmet. Péter pedig inkább szakít, csakhogy ne bántsa meg Lindát. Később megpróbálja helyrehozni hibáját, sikertelenül.
András, hosszas gondolkodás után úgy dönt, elveszi Julit feleségül. Rengeteg bonyodalom származik ebből, mert semmi nem megy simán. Végül megkéri a kezét, de az esküvői előkészületek is bonyodalmasan alakulnak. Végül megérkezik Zsuzsa is, aki elújságolja Andrásnak, hogy már nincsenek túl jóban Jánossal. Ezt Juli csak később tudja meg, és nagyon mérges lesz, és Bandira ezért kell vigyázniuk.

### Bartha Zsolt
Zsolt elsüti a Gézának szegezett pisztolyt, ám az üres. Ekkor verekedni kezdenek, amit Imiék szakítanak félbe. Zsolt soha többé nem hajlandó szóba állni Zsófival, s mindent megtesz, hogy a látszat azt mutassa, hogy többé nem érdekli már. Azonban a szíve legmélyén még mindig szereti őt. Zsófi pedig nem adja fel, s kétségbeesetten próbálkozik visszaszerezni őt, azonban ennek Zsolt nagyon nem örül. Álmatlanságban szenved, mert nem hajlandó beismerni, hogy még mindig szereti Zsófit. Egy dílertől méregerős altatót szerez, amelytől azonban kómába esik. A kétségbeesett Zsófi egész éjszaka a kórházi betegágy mellett virraszt - mindhiába, Zsolt elküldi. Ekkor Zsófi úgy dönt, hogy búcsúlevelet hagy Kingának és Zsoltnak, majd elrepül Olaszországba, és vissza sem jön többé. A levelet Linda találja meg, aki megmutatja a depressziós Zsoltnak. Ő ennek hatására repülőre ül, és Rómában megkeresi Zsófit, s arra kéri, kezdjenek új életet. Hazatértük után, karácsonykor váratlanul telefonhívást kap, hogy Andrea és a fia jönnek látogatóba. Zsolt nagyon örül, hisz fiát, Oszkárt, eddig soha nem láthatta. Nagyon féltékeny azonban Zsófira, és rossz szemmel nézi, amikor több régi barátja is felbukkan az életében. Emellett gondos apaként félti Lindát is Pétertől, de engedni kényszerül.
A gondok ott kezdődnek, amikor Andrea erőszakosabb stílusra vált, és megpróbálja megszerezni a Rózsa kávéházat Zsolttól. Az üzletet kéri ugyanis cserébe a fia láthatási jogáért. Zsolt még ebbe is belemenne, de Andrea újabb feltételeket támaszt. Közben Zsolt megtudja Zsófitól, hogy terhes. Rablást tervez Gézával, hogy megszerezze Andreának a pénzt, de mikor már csak percek választják el a pénzszállítók kirablásától, kap egy SMS-t, hogy Zsófi elvetélt, így elhajt, cserben hagyva bűntársát. Géza egyedül hajtja végre a rablást, és a pincében felbontja a pénzkazettát, amiben felrobban a festékbomba, és beteríti narancssárga festékkel Gézát. Emiatt a pincébe kényszerül napokig, amiről csak Kinga és Szabi tudnak. Közben Zsolt nagyon ideges lesz, mert egy uzsorástól vett fel kölcsönt még a rablás előtt, aki azonban követeli a pénzt. Claudia segítségével kifizeti ugyan a kamatokat, de kéne neki a pénz, azt azonban nem tudja, hogy Géza merre van.

### Kertész család
Kinga tudja meg legutoljára, hogy mi történt Géza és Zsófi között. Mindkettejüket meggyűlöli, és felfogadja Nórát, hogy legyen a válóperes ügyvédje. Géza próbálkozik, de hasztalan, s ráadásul közben a hirtelen felbukkant Valter lányát, Hannát is le kell koptatnia magáról. Időközben Vili bácsi és Gizella viszonya meghittebbé válik - csakhogy Vili bácsi túl öregnek és rozzantnak tartja már magát ahhoz, hogy felvegye a versenyt a fiatalabbakkal. Gizella mindent megtesz, hogy ennek az ellenkezőjéről meggyőzze. Azonban Gizellának újra előjönnek régi alkohol-problémái. Egy régi ismerőse, a kiugrott pap Flórián leplezi le, aki egyébként közben Kingának udvarol. Géza és Gizella összefognak, hogy eltávolítsák Flóriánt, ami sikerül is, de Gizi alkoholizmusa épp Géza előtt lepleződik le. Géza, hogy apja ne legyen elkeseredve, segít Gizinek megoldani az alkoholproblémákat.
Karácsonykor fordulópontot vesz Kertészék élete. Egy túl jól sikerült karácsonyi partin Kinga és Szabi lefekszik egymással. Mikor Géza megtudja, teljesen összeomlik, habár Kinga nem igazán hajlik a dolog folytatására. Lacival közösen regisztrál egy online társkereső oldalra, és megismerkedik lányokkal. Váratlanul megzavarja azonban őt és Kingát is Magdi néni újonnan felbukkant "szelleme", akivel Vili bácsi már találkozott korábban. Úgy tűnik, hogy a szellem megkísérli megakadályozni, hogy Géza és Kinga elhagyják egymást, sikertelenül. Géza végül Szabi ellen kezd el áskálódni, s amikor megtudja, hogy pénzkereseti céllal időnként chippendale-show-kat vállal, feldobja őt Kingánál. Szabinak azért kellett a pénz, mert egy producer felfedezte őt, és szeretne vele lemezfelvételt készíteni, de ehhez egyre több és több pénzt kér tőle.
Vili bácsi és Gizella a ház pincéjében rengeteg pénzt (majdnem 10 millió Ft) találnak egy táskában, aminek nem tudják az eredetét, de mégis elkezdenek költekezni. Később azonban nyomasztani kezdi őket, hogy hogyan kerülhetett elő ennyi pénz, ezért Vili bácsi kamerákat szereltet be a pincébe, és naphosszat azt figyeli. Idővel fel is bukkan a két rabló közül az egyik (a másikat elkapták és börtönben van), akik azonban nagyon dühösek, és követelik, hogy záros határidőn belül adják vissza a pénzüket. A pénz egy részét (kb fél millió Ft) Vili bácsi és Gizi elköltötték, ezért csak a megmaradt összeget adják vissza a rablónak, aki a hiányzó részt is követeli és megfenyegeti őket. Mikor visszatér a rabló a pénzért Géza várja őt és próbálja meggyőzni, hogy örüljön annak amit visszakapott és hagyja békén az apjáékat. Ez a meggyőzés előzetesen eredményesnek is bizonyult. Végül a rabló kifigyelte Gézát és beült a taxijába, erőszakkal egy kihalt gyártelepre fuvaroztatta magát és ott többedmagával megverték Gézát és a taxiját is elrabolták. Zsolt ezt megtudva és a pénzhiánya miatt megragadva a könnyű pénzszerzési lehetőséget egy ismerősével visszaszerzi a pénzt és a felét Gézának adja, ezzel zsarolva őt, hogy szálljon be a rablásba, valamint azzal, hogy ha nem így cselekszik, akkor Viliékre visszaküldi a rablókat.
Géza szeretné megvenni Kingának a lakást a Berényi Kft.-től, ezért elhatározza, hogy belemegy Zsolt rablási tervébe, amit egyedül kell végrehajtania, mert az utolsó pillanatban Zsolt meglép. Mivel a pénzkazettában felrobban a festékpatron, Géza a ház pincéjében ragad napokig, amíg a festék le nem kopik. Erről azonban csak Kinga és Szabi tudnak. Zsolt által korábban Gézának adott pénz Géza szobájában van, amit Laci váratlanul megtalál. Eközben Zsolt pénzszűkében a pénzt követelné vissza, átkutatja Géza szobáját a súlyzóit keresvén ürüggyel. Viszont azt már nem találja, ezért felhívja Gázét és úgy kérné el tőle. Géza nem akarja oda adni, ezért Kingát küldi el érte, hogy vigye le neki a pincébe, mert biztonságban akarja tudni. Kinga elmegy a pénzért az éj leple alatt, de Laci vendége, Gabi (aki épp hazaérkezik) a sötétben fejbe vágja. 

### Novák család
Nikihez beállít Kamilla igazi apja, hogy magához vegye a lányát. Mivel meglehetősen arrogáns és csak érdekből csinálja az egészet, Niki eldönti, hogy harcol érte. A befektetett energia azonban felmorzsolja az erejét, s ezért véget ér kezdődő kapcsolata Márkkal. Imi, aki végig mellette állt, azonban végül veszi a bátorságot, és elmondja Nikinek, hogy szereti, s megkéri a kezét. Szinte ugyanekkor hírt kap róla, hogy apja súlyos beteg, s ezért mindhárman elutaznak a Vajdaságba.
Orsolyának továbbra is feltett szándéka elválni, Laci azonban megesküszik, hogy harcol a feleségéért. Ott van azonban a lakásban Márk, aki időközben összejön Orsolyával, a korkülönbség ellenére. Laci ekkor sem adja fel, fogyókúrázik, szerenádot ad, de mindhiába. Végül feladja a harcot. Márk azonban végül eltűnik a színről: beállít az anyja, aki bántó megjegyzéseket tesz Orsolya életkorára, aki ennek hatására racionális döntést hoz, és elengedi a fiút. Lacitól azonban továbbra is tartja a távolságot. Végül mindketten úgy látják, hogy az lesz a legbölcsebb, ha elválnak. Laci ezután összeköltözik a szintén egyedül élő Gézával, és mindketten regisztrálnak egy társkereső oldalon. Viszont nem adja fel a reményt, hogy egyszer még újra összejöhetnek, ezért kapóra jön neki, hogy Orsolya autóbalesetet szenvedett és gondozásra szorul. Jótét lélekként, látszólag minden hátsó szándék nélkül segít neki mindenben, ám egy napon ismét beállít Márk, és arra kéri Orsolyát, költözzön vele Új-Zéland-ra, amibe rövid gondolkodás után bele is megy. Laci teljesen kiborul a hír hallatán. Önpusztító életmódba kezd, és sorban elmarja maga mellől barátait bunkó viselkedésével. Végül Attila segítségével kezd el felfelé indulni valamelyest, s ekkor váratlan látogató, a rég nem látott Juhász Gabi költözik be hozzá egy pár napra.
Szabihoz megérkezik nővére, Alíz, aki kicsapongó életet él. Kislányával, Lucával érkezik, akit nem éppen példás anyaként nevel. Szerencsére ugyanekkor érkezik Ádám, Gizella unokaöccse, aki nagy nőcsábász hírében áll, de Alízzal jó kapcsolatot alakít ki.

### Berényi Claudia
Claudiához több látogató is érkezik: Zsófi és Attila mellett felbukkan Valter is. Bár úgy tűnik, hogy csak lányának szeretne kiharcolni egy jó ösztöndíjat, kiderül, hogy még mindig szereti Claudiát. Lánya, Hanna azonban igazi lázadó, és sok fejfájást okoz neki. Miután megszerezték az ösztöndíjat, előbb Claudia megtudja, hogy Valter nagyobb pénzösszegre tett szert értékes képek eladásából, majd ő maga mondja el neki, hogy nem akar tőle semmit, mert egy csaló gazember. Valter azonban, mint később kiderül, csak hazudta az egészet. A pénzre és az ösztöndíjra a lánya miatt van szükség, ugyanis az orvosok halálos betegséget diagnosztizáltak nála, s már csak hónapjai lehetnek hátra. Claudiát azonban mindez nem érdekli, s felajánlja neki, hogy költözzön be hozzá a villába, és hátralévő napjait éljék le kettesben, boldogan. Így is tesznek, a betegségről azonban nem szólnak senkinek sem. Boldogságuk határtalan, s Valter még Nóra bizalmát is elnyeri. Minden előrejelzés ellenére az esküvőjüket tervezgetik, s Zsófi egy hatalmas eljegyzési bulit szervez nekik, közvetlenül karácsony után. Sajnos épp a parti estéjén Valter a karosszékében váratlanul meghal. Claudia gyászát azonban az elhunyt végrendelete zavarja csak meg: azt szeretné, ha ő lenne Hanna gyámja. Végül belemegy a dologba, bár kettejük viszonya nem a legfelhőtlenebb, legalábbis eleinte. Közben a gyász miatt az járt a fejében, hogy Valter azért halt meg, mert előtte pár nappal Attila, aki a befektetéseit kezelte, közölte vele, hogy a pénze egy része elúszott. Ezért Attilát tette felelőssé Valter halálárt, és bosszút próbált rajta állni. Megzsarolja őt azzal, hogy látta egy nővel folytatott levelezését, s ebből azt szűri le, hogy megcsalja Nórát. Végül azonban kiderül, hogy a nő neve Karolina, és nem más, mint Attila lánya, aki egy kamaszkori szerelem gyümölcse. Claudia gyerekmesének tartja az egészet, és megpróbálja előkeríteni a nőt, hogy cáfolja állításait. Végül bebizonyosodik, hogy tényleg tévedett.

## Az évad szereplői
- Balassa Imre (Kinizsi Ottó) (2010. augusztus–október)
- Bartha Zsolt (Rékasi Károly)
- Bencsik Márk (Babicsek Bernát)
- Berényi Attila (Domokos László)
- Berényi András (R. Kárpáti Péter)
- Berényi Bandi (Bereczki Gergő)
- Berényi Dominik (Barcza Ábel)
- Berényi Claudia (Ábrahám Edit)
- Berényi Márta (Kulcsár Melinda)
- Berényi Miklós (Szőke Zoltán)
- Berényi Tímea (Rada Klaudia)
- Berényi Zsuzsa (Csomor Csilla)
- Bokros Ádám (Solti Ádám)
- Bokros Gizella (Gyebnár Csekka)
- Bokros Linda (Szabó Kitti)
- Dr. Balogh Nóra (Varga Izabella)
- Dr. Ferenczy Orsolya (Lóránt Kriszta) (2010. szeptember–2011. március)
- Fekete Alíz (Nagy Alexandra) (2011. március–július)
- Fekete Luca (Koller Virág) (2011. március–július)
- Fekete Szabolcs (Bozsek Márk)
- Füleki Lajos (Szabó Gábor)
- Hajnal Gerda (Cserpes Laura) (2011. március–május)
- Holman Hanna (Nyári Diána)
- Holman Valter (Kárpáti Levente) (2010. szeptember–2011. január)
- Illés Júlia (Mérai Katalin)
- Illés Péter (Barna Zsombor)
- Illés Vanda (Kardos Eszter) (2010. augusztus–2011. január)
- Jenes Balázs (Aradi Balázs)
- Juhász Gabi (Peller Anna) (2011. július)
- Juhász Bea (Jakab Zsófia) (2010. augusztus–szeptember)
- Kapuvári János (Tárnai Attila)
- Kertész Géza (Németh Kristóf)
- Kertész Magdolna (Fodor Zsóka) (2011. január)
- Kertész Vilmos (Várkonyi András)
- Kovács Karolina (Nagy Karina)
- Lakatos Dzseni (Szíj Réka)
- Nádor Kinga (Balogh Edina)
- Napos Lívia (Jancsó Dóra)
- Novák László (Tihanyi-Tóth Csaba)
- Stella Kovácsova (Kálóczi Orsolya) (2010. augusztus–szeptember)
- Szilágyi Andrea (Deutsch Anita)
- Szilágyi Oszkár (Z. Lendvai József)
- Szentmihályi Zsófia (Lékai-Kiss Ramóna)
- Tóth Gábor (Tóth András) (2011. január–július)
- Várnagy István (Steve) (Flaskay György)
- Weidner Kamilla (Vörös Kinga) (2010. augusztus–október)
- Weidner Nikolett (Kakasy Dóra) (2010. augusztus–október)

## Érkezések, távozások

### Érkezések
Az évadban több új szereplő is felbukkan. Többek között Claudia régi ismerőse, Holman Valter, aki legutóbb távozásakor azzal keltette fel a figyelmet, hogy megszólalt a lelkiismerete Miklós és Zsolt ármánya ellenére. Vele együtt felbukkan lánya, Hanna. Megismerhetjük továbbá Zsolt felcseperedett fiát, Oszkárt is. Bemutatkozott Stella Kovácsova, Miklós régi barátnője is. Epizódszerepben felbukkan továbbá Attila felesége és fia. Nagy visszatérőként láthatjuk Szilágyi Andreát, aki Zsolt fiának az anyja. Magdi anyus ebben az évadban is „kísért”, szerepeltetését ugyanis szellem alakjában oldották meg. Szabolcs nővére, Alíz a lányával, Lucával költözött be Novákék régi lakásába, és nem sokkal később új lakótárssal is gazdagodott Bokros Ádám, Gizella unokaöccse személyében. Hatalmas visszatérésnek mondhatjuk Juhász Gabi felbukkanását, akit igaz más alakít, de több mint egy évtized után visszatért a Mátyás király térre.

### Távozások
Elhagyta a Mátyás király teret egy alapszereplő, Balassa Imre, aki a Vajdaságba utazott súlyos beteg apjához. Vele tartott Nikolett és Kamilla is. Márk, a szakács se lakik már itt. Illés Vanda a nagyapjához költözött. Holman Valter súlyos betegségben elhunyt, ezzel ő a hatodik szereplő a Barátok közt története során, aki meghal. Ferenczi Orsolya doktornő Új-Zélandra költözik, szerelmével, Márkkal.

## Az évad legvége, függőben maradt kérdések
- Kinga a fejére mért ütés hatására elájul a pincében. Géza kirohan vele a szabadba, és Szabival beviszik a kórházba. Mikor magához tér, úgy tűnik, semmire nem emlékszik az elmúlt egy év történéseiből, és azt hiszi, Géza még mindig a férje.
- Juli és Zsuzsa kétszer is összevesznek. Attila, aki kezdettől fogva Juli pártját fogta, és egyébként is összeveszett Nórával, váratlanul csókolózik vele.
- Alig pár perccel az épület felrobbantása előtt megtudja Péter, hogy Balázs talán az épületben van. Miklós, dacolva a veszéllyel, bemegy az épületbe, ahol megtalálja ugyan Balázst, de rájuk robbantják a házat.